# Yetminster (stacja kolejowa)
Yetminster – stacja kolejowa we wsi Yetminster w hrabstwie Dorset, na linii Heart of Wessex z Bristolu do Weymouth. 

## Ruch pasażerski
Ze stacji korzysta ok. 5 302 pasażerów rocznie (dane za rok 2021/2022). Posiada bezpośrednie połączenia z Bristolem, Bath Spa i  Weymouth. Pociągi odjeżdżają ze stacji w odstępach dwugodzinnych w każdą stronę.

## Obsługa pasażerów
Stacja dysponuje parkingiem samochodowym na 5 miejsc; nie dysponuje parkingiem rowerowym. Odprawa podróżnych odbywa się w pociągu.